# Solanum phureja
Solanum phureja is een plantensoort in de familie Solanaceae, inheems in Zuid-Amerika. Ze worden Mayan twilight genoemd.

## Beschrijving
Het is een diploïde aardappelsoort, geteeld in de valleien van de Andes. De soort onderscheidt zich van andere aardappelsoorten door afwezigheid van slapende knollen. Dat wil zeggen dat de knol onmiddellijk begint te groeien als hij eenmaal gevormd is, zonder rustperiode. Dit verklaart waarom de rassen van Solanum phureja moeten worden geplant in gebieden met een mild klimaat, waar de cultuur het hele jaar door mogelijk is. 

## Variëteiten
Door hybridisatie met Solanum tuberosum (de aardappel) door het Scottish Crop Research Institute zijn variëteiten bekomen die aangepast zijn aan het Europese klimaat. Deze kruisingen zijn vooral geliefd als culinaire aardappel omwille van hun uitstekende smaak.